# Jo’az Hendel
Jo’az Hendel (hebr.: יועז הנדל, ang.: Yoaz Hendel, ur. 22 maja 1975 w Petach Tikwie) – izraelski historyk, dziennikarz i polityk, od 2019 poseł do Knesetu. Od maja do grudnia 2020 roku minister komunikacji.

## Życiorys
Urodził się 22 maja 1975 w Petach Tikwie.
Służbę wojskową ukończył w stopniu podpułkownika (segan alluf). Uzyskał dokotorat z historii na Uniwersytecie Telawiwskim. Pracował jako wykładowca. W latach 2012–2019 był dziennikarzem Jedi’ot Acharonot oraz prezesem think-tanku Institute for Zionist Strategies.
W wyborach parlamentarnych w kwietniu 2019 po raz pierwszy dostał się do izraelskiego parlamentu z koalicyjnej listy Niebiesko-Biali.
17 maja 2020 roku zaprzysiężony jako minister komunikacji.
16 grudnia 2020 roku zwolniony z funkcji ministra przez Beniego Ganca za przystąpienie do partii Gide’ona Sa’ara – Nowa Nadzieja. 
Mieszkał w moszawie Nes Harim. Poza hebrajskim posługuje się angielskim i hiszpańskim.